# Otto Klimpt
Otto Klimpt (* 11. Dezember 1858; † 25. Mai 1928) war ein deutscher Ingenieur und Konteradmiral (Ing.) der Kaiserlichen Marine.

## Leben
Otto Klimpt trat im Februar 1878 in die Kaiserliche Marine ein. 1890 diente er als Maschinist (Beförderung am 11. Mai 1885) auf der Sophie, ein Jahr später auf der Bremse. Zu Mitte Januar 1895 wurde er als Marine-Unteringenieur als leitender Ingenieur auf die Pfeil kommandiert, erhielt am 1. April 1895 eine Etatstelle und kam Ende des Jahres auf die Kaiserin Augusta. 1902, seit 12. April 1898 Marine-Oberingenieur im Range eines Oberleutnants zur See, war er Lehrer an der Deckoffizierschule und wurde hier im gleichen Jahr Marine-Stabsingenieur im Range eines Kapitänleutnants. Am 1. April 1903 wurde er Stations-Ingenieur der Marinestation der Nordsee. 1905 war er im Dezernat für die militärisch seemännischen Bauangelegenheiten (K III) im Konstruktionsdepartement im Reichsmarineamt. 1909 wurde er im Stab des Befehlshabers der Aufklärungsschiffe zum Marine-Oberstabsingenieur im Range eines Korvettenkapitäns und als Divisionsingenieur der I. Werftdivision am 6. Mai 1912 Marine-Chefingenieur im Range eines Fregattenkapitäns. Am 27. Mai 1916 wurde er zum Marine-Oberchefingenieur mit dem Rang eines Kapitäns zur See befördert. Am 20. August 1919 wurde er aus der Marine verabschiedet und erhielt zeitgleich die Verleihung zum Konteradmiral (Ing.).